# Paulo Sérgio de Oliveira Lima
Paulo Sergio de Oliveira Lima, més conegut com a Paulo Sergio, (Rio de Janeiro, 24 de juliol de 1954) va ser un futbolista brasiler que jugava de porter.
Durant la seva carrera (1972-1988) va jugar amb el Fluminense, CSA, Volta Redonda, Americano, Botafogo, Goiás, Vasco da Gamma i America FC. Per a l'equip brasiler va jugar tres partits, entre maig de 1981 i maig de 1982 i estava a la llista de convocats per a la Copa del Món de Futbol de 1982.